# Dundee Football Club 2017-2018
Questa voce raccoglie le informazioni riguardanti il Dundee Football Club nelle competizioni ufficiali della stagione 2017-2018.

## Stagione
- In Scottish Premiership il Dundee si classifica al 9º posto (39 punti), dietro al St. Johnstone e davanti all'Hamilton Academical.
- In Scottish Cup viene eliminato agli ottavi di finale dal Motherwell (0-2).
- In Scottish League Cup viene eliminato ai quarti di finale dal Celtic (0-4).

## Maglie e sponsor
| Casa | Trasferta |

## Rosa
| N. |                             | Ruolo | Calciatore              |
| -- | --------------------------- | ----- | ----------------------- |
| 1  | Scozia (bandiera)           | P     | Scott Bain              |
| 2  | Scozia (bandiera)           | D     | Cameron Kerr            |
| 3  | Scozia (bandiera)           | D     | Kevin Holt              |
| 4  | Inghilterra (bandiera)      | D     | Steven Caulker          |
| 4  | Inghilterra (bandiera)      | D     | James Vincent           |
| 5  | Angola (bandiera)           | D     | Genséric Kusunga        |
| 5  | Irlanda del Nord (bandiera) | D     | James McPake            |
| 6  | Irlanda (bandiera)          | D     | Darren O'Dea (capitano) |
| 7  | Inghilterra (bandiera)      | C     | AJ Leitch-Smith         |
| 8  | Finlandia (bandiera)        | C     | Glen Kamara             |
| 9  | Tunisia (bandiera)          | A     | Sofien Moussa           |
| 10 | Scozia (bandiera)           | C     | Scott Allan             |
| 11 | Inghilterra (bandiera)      | A     | Danny Williams          |
| 12 | Inghilterra (bandiera)      | P     | Elliot Parish           |
| 14 | Scozia (bandiera)           | C     | Mark O'Hara             |
| 15 | Spagna (bandiera)           | D     | Jon Aurtenetxe          |
| 16 | Spagna (bandiera)           | D     | Julen Etxabeguren       |
| 17 | Scozia (bandiera)           | A     | Simon Murray            |

| N. |                        | Ruolo | Calciatore           |
| -- | ---------------------- | ----- | -------------------- |
| 18 | Scozia (bandiera)      | C     | Paul McGowan         |
| 20 | Francia (bandiera)     | A     | Faissal El Bakhtaoui |
| 21 | Inghilterra (bandiera) | C     | Roarie Deacon        |
| 22 | Scozia (bandiera)      | D     | Jack Hendry          |
| 23 | Paesi Bassi (bandiera) | C     | Randy Wolters        |
| 24 | Inghilterra (bandiera) | D     | Josh Meekings        |
| 25 | Scozia (bandiera)      | D     | Sam Dryden           |
| 26 | Bulgaria (bandiera)    | D     | Kostadin Gadžalov    |
| 27 | Australia (bandiera)   | C     | Jesse Curran         |
| 28 | Scozia (bandiera)      | D     | Lewis Spence         |
| 29 | Canada (bandiera)      | A     | Marcus Haber         |
| 33 | Scozia (bandiera)      | A     | Craig Wighton        |
| 34 | Scozia (bandiera)      | D     | Kerr Waddell         |
| 35 | Inghilterra (bandiera) | A     | Cedwyn Scott         |
| 38 | Inghilterra (bandiera) | P     | Calum Ferrie         |
| 40 | Inghilterra (bandiera) | D     | Jordan Piggott       |
| 46 | Scozia (bandiera)      | A     | Matthew Henvey       |
| 47 | Inghilterra (bandiera) | C     | Jack Lambert         |